# Hadjina pallida
Hadjina pallida är en fjärilsart som beskrevs av John Henry Leech 1900. Hadjina pallida ingår i släktet Hadjina och familjen nattflyn. Inga underarter finns listade i Catalogue of Life.